# Kristinehamns övnings- och skjutfält
Kristinehamns övnings- och skjutfält även Kristinehamns närövningsfält var ett militärt övnings- och skjutfält beläget sydväst om Kristinehamn.

## Historik
Bakgrunden till att övnings- och skjutfält anordnades var att Bergslagens artilleriregemente förlades till ett nyuppfört kasernetablissement i Presterud i sydvästra Kristinehamn. Åren 1944–1994 förvaltades det av Bergslagens artilleriregemente. Genom försvarsbeslutet 1992 beslutades att kasernetablissementet i Karlstad skulle lämnas och verksamheten skulle omlokaliseras den 1 juli 1994 till Kristinehamns garnison. Därmed uppstod ett behov med att anpassa övnings- och skjutfält till infanteriutbildning. Den 12 november 1996 invigdes det ombyggda övnings- och skjutfältet med en stridsskjutning. Den 21 augusti 1998 invigdes även en 600 meters skjutbana. Övnings- och skjutfältet hade nu tre skjutbanor, vilka benämndes som A-banan, B-banan och C-banan, vilka samtliga var försedda med nya skjuthallar med akustiska automatmarkerande målanordningar. Åren 1994–2000 förvaltades det av Värmlands regemente och åren 2000–2004 av Artilleriregementet. År 1996 beslöt överbefälhavaren att Försvarsmakten skulle uppvakta Carl XVI Gustaf på hans 50 års dag med olika miljöåtgärder, bland annat med en rastplats i Köttviken intill Vänerns strand. I Köttviken uppfördes två rastplatser, döpta Kungen (den östra) och Silvia (den västra). Vidare anlades även parkeringsplats vid badplatsen i Jutviken.
Den 20 februari 2003 vådasköts en 20-årig soldat i ryggen i samband med en skarpskjutning på övnings- och skjutfältet.
Efter att Kristinehamns garnison stängdes och avvecklades, kvarstod dock den fastighet som övnings- och skjutfältet utgjorde i Fortifikationsverkets regi. År 2010 gjordes dock en bytesaffär mellan Fortifikationsverket och statliga Sveaskog, där Sveaskog övertog det gamla övnings- och skjutfältet i Kristinehamn och Fortifikationsverket cirka 1000 hektar mark i anslutning till Prästtomta skjutfält.

## Geografi
Det före detta övnings- och skjutfält omfattar en areal på drygt 1000 hektar och omges av en varierande geografi, då det finns både hällmarkstallskog, gran- och tallskog och fuktigare lövskogar i varierande åldrar.

## Verksamhet
Kristinehamns övnings- och skjutfält kom fram till 1994 och från 2000 att användas av uteslutande av artilleriförband. Åren 1994–2000 kom det dock att nyttjas av både artilleriet och infanteriet. Övnings- och skjutfältet låg med direkt anslutning till garnisonen och innehade även en större körplan för motorutbildning.